# Nervura (botânica)
Nervura é a designação dada em anatomia vegetal às estruturas de espessamento das folhas das plantas vasculares correspondentes ao prolongamento do tecido vascular do pecíolo pelo interior do limbo foliar. A mesma designação é dada aos prolongamentos do pedúnculo nos elementos foliáceos correspondentes a folhas modificadas (sépalas, pétalas, tépalas e brácteas). A disposição do conjunto das nervuras de uma folha é designado por venação ou nervação, constituindo um importante critério de diagnóstico na identificação dos grupos taxonómicos das plantas com flor.

## Descrição
As nervuras são espessamentos localizados no estrato esponjoso do mesofilo do limbo foliar e formam o tecido vascular da folha das plantas vasculares. As nervuras têm no seu interior um conjunto de vasos condutores de seiva que prolongam os correspondentes vasos do pecíolo, permitindo a transição de água e nutrientes entre as folhas, o caule e o resto da planta.
É no conjunto das nervuras, que se destacam do resto do limbo pelo engrossamento que lhes dá seu relevo, que se situa o essencial dos tecidos condutores de seiva, organizados em feixes: (1) o xilema que traz a água e os minerais das raízes até às folhas; e (2) o floema que retira das folhas a seiva elaborada, contendo a glucose produzida pela fotossíntese. As nervuras principais do mesofilo servem para transportar a água e seiva dentro da folha e desta para o pecíolo, e vice-versa, enquanto que as nervuras secundárias servem para a colecta e a difusão destes líquidos dentro da folha, passando ao nível celular à medida que a ramificação fica mais fina.
Sendo mais resistentes que o colênquima, e muitas vezes ramificadas, servem ainda como uma espécie de esqueleto para suporte mecânico da folha. A nervura central abastece e sustenta o resto da folha.

## Classificação
Em geral visíveis a olho nu, as nervuras variam em disposição nas folhas, o que é utilizado como carácter de diagnóstico taxonómico, particularmente na identificação de fósseis foliares e em estudos de paleobotânica. Em consequência foi desenvolvida uma complexa terminologia para descrever e classificar a venação das folhas, individualizando e definindo criteriosamente cada uma das variáveis usadas na classificação, sendo nesta matéria pioneiros os trabalhos de Augustin Pyrame de Candolle, publicados em 1805 na obra Principes de Botanique. A terminologia mais comum é a abaixo exposta.

### Segundo a ordem de ramificação
Tendo em conta a ordem de ramificação, as nervuras são classificadas em:
- nervura principal (também designada por nervura mediana ou nervura central)[4] em geral saliente em relação aos tecidos circundantes devido aos tecidos fundamentais associados, ligando directamente ao pecíolo (ou pedúnculo, no caso das folhas modificadas);
- nervuras secundárias (ou nervilhas) derivando da nervura principal; podem estar visíveis nervuras de ordem superior, isto é formadas por ramificação de nervuras secundárias, as quais são designadas por nervuras terciárias, as quais podem dar origem a nervuras quaternárias e assim por diante.

### Segundo a espessura
No século XIX, os botânicos deram diferentes nomes às nervuras segundo a sua espessura: (1) quando espessas e salientes, eram desigandas por nervuras (plural em latim nervi), designação que acabou por se alargar à generalidade das nervuras visíveis a olho nu; (2) as menos espessas eram designadas por veias (em latim venae), designação que apenas persiste no termo venação, já que se confundia com as veias dos animais; e (3) as mais pequenas, frequentemente anastomosadas, eram designadas por vênulas (em latim venulae).

### Segundo o alcance e percurso da nervura principal
Consoante a nervura principal atinja ou não as margens do limbo, a nervação classifica-se como:
- nervação craspedódroma — as nervuras secundárias atingem a margem da folha;[nota 1]
- nervação camptódroma — as nervuras principais se curvam antes de atingir a margem da folha, nunca a atingindo;[nota 2]
- nervação campilódroma — as nervuras secundárias se curvam desde a inserção nas primárias;[nota 3]
- nervação broquiódroma— as nervuras principais entrelaçam-se ao longo do limbo;[nota 4]
- nervação dictiódroma — as nervuras principais dividem-se em nervuras secundárias, terciárias e assim por diante até desaparecerem no limbo.[nota 5]

### Segundo a disposição das nervuras
Segundo a disposição das nervuras no limbo, podem-se distinguir cinco grandes tipos de nervação:
- nervação pinada ou nervação peninérvea  (raramente nervação pinatinérvea) — há uma nervura principal central, dividindo sensivelmente o limbo pelo seu eixo de simetria, e uma rede delgada de nervuras secundárias que nascem a partir da nervura central, seguindo uma disposição alternada ou oposta; um exemplo de venação pinada são as folhas de macieira (Malus domestica);
- nervação reticulada ou nervação plumosa — as nervuras principais se ramificam numa sequência de nervuras cada vez menores; as folhas reticuladas são típicas das Magnoliopsida (eudicotiledóneas), e são por sua vez subdivididas em:
  - nervação trinérvea — com três nervuras principais que nascem da base da lâmina foliar; um exemplo é o das folhas de Ceanothus spp.;
  - nervação reticulada sricto sensu — nervação intermédia entre a nervação pinada e a nervação palmada, com ramificação bem visível das nervuras terciárias e quaternárias;
- nervação paralela, nervação paralelinérvea ou nervação rectinérvea — as nervuras principais correm paralelas entre si ao longo da folha, desde o extremo basal até ao distal, sem anastomoses mas apenas unidas por vezes por vénulas comissurais; as folhas paralelinérveas são típicas das Liliopsida (monocotiledóneas), sendo mais patentes nas folhas sem pecíolo da gramíneas (Poaceae);
- nervação palmatinérvea, nervação digitada ou nervação palmada — há mais de uma nervura principal que nasce da base foliar junto à inserção do pecíolo, radiando em direcção às margens; um exemplo de nervação palmada é a das folhas dos carvalhos (Acer spp.);
- nervação dicotómica ou nervação divergente — não há eixos vasculares principais, mas uma retícula de nervículas que se dividem binariamente a intervalos regulares; as folhas de nervação dicotómica encontram-se em Ginkgo biloba e em alguns pteridófitos.

Para além dos grandes tipos acima descritos, é frequente a utilização de nomenclatura mais específica distinguindo formas menos comuns. Entre essas designações específicas, conta-se:
- nervação uninérvea — típica da folhagem das Pinophyta (agulhas das coníferas);
- nervação peltinérvea — a nervação radiada das folhas peltadas, em que o exemplo mais conhecido são as folhas de radiais de Tropaeolum;
- nervação pedalinérvea — um tipo de nervação palmada em que no ponto de contacto do pecíolo com o limbo surgem três nervuras principais que se distinguem de todas as restantes numa estrutura em leque; um exemplo deste tipo de venação ocorre nos plátanos (Platanus), em Helleborus e em alguns Arum.

Diferentes tipos de venação (nervação):
a. pinada b. reticulada c. paralelinérvea d. palmatinérvea e. dicotómica